# Чърчил, Хитлер и ненужната война
Чърчил, Хитлер и ненужната война: как Великобритания загуби своята империя и Западът загуби света (на английски: Churchill, Hitler and the Unnecessary War: How Britain Lost Its Empire and the West Lost the World) е историческа книга от Пат Бюканън, публикувана през май 2008 г. В нея Бюканън застъпва тезата, че и двете световни войни са били ненужни и че решението на Великобритания да се бие в тях е катастрофално за света. Една от изричните цели на Бюканън е да подрине това, което описва като „култ към Чърчил“ сред американския елит и следователно се фокусира особено върху ролята на Уинстън Чърчил във въвличането на Великобритания във войни с Германия през 1914 и отново през 1939 г.

## Резюме
Цитирайки историци като Джордж Кенан, Андреас Хилгрубер, Саймън Нюман, Нийл Фъргюсън, Чарлс Тансил, Пол Шрьодер, Алън Кларк, Майкъл Щурмер, Норман Дейвис, Джон Лукакс, Фредерик Вийгъл, Коренли Барнет, Джон Чармли, Уилям Чембърлин, Дейвид Калео, Морис Каулинг, А. Дж. П. Тейлър и Алфред-Морис дьо Заяс, Бюканън застъпва тезата, че е била голяма грешка от страна на Великобритания да се бие с Германия в двете световни войни. По мнението на Бюканън, резултатите от британското участие в двете световни войни са катастрофални за Великобритания, Европа и света.

### Първа световна война (1914 – 1918)
Бюканън обвинява Чърчил, който по това време е Първи лорд на Адмиралтейството, че има „ламтеж за война“ през 1914 г. Бюканън следва заключенията на американския дипломат Джордж Ф. Кенан, който пише в книгата си от 1984 г. „Съдбоносния съюз“, че Френско-руският съюз от 1894 г. е акт на френско-руско обкръжаване на Германия и че германската външна политика след 1894 е отбранителна, а не агресивна. Бюканън описва Германия по време на Втория райх като „задоволена сила“, търсеща само мир и благоденствие, но заплашена от реваншистка Франция, обсебена от желание да си върне загубената област Елзас-Лотарингия и нарича Руската империя високо „империалистична“ сила, провеждаща агресивна политика в Източна Европа, която заплашва Германия.
Бюканън твърди, че Великобритания няма дрязги с Германия преди 1914, но големият строеж на Германския флот, воден от адмирал Алфред фон Тирпиц е „заплаха за Великобритания“, която принуждава британците да върнат в европейски води по-голямата част от флота си и да направят съюз с Русия и Франция. Той твърди, че тази политика на германците „привързва Англия към Европа“ и следователно създава условията, които водят до британското участие в Първата световна война. От друга страна Бюканън твърди, че най-голяма отговорност за провала на англо-германските отношения в германофобията и стремежа за Съглашение с Франция на британския външен министър Едуард Грей. Оценявайки отговорността за хода на събитията, Бюканън твърди, че британците лесно са могли да прекратят англо-германското военноморско съревнование през 1912 г. като обещаят да останат неутрални в случай на война между Германия и Франция. Бюканън пише, че „пруският милитаризъм“ е антигерманска черна легенда, измислена от британски политици, и че „досието“ на Германската империя подкрепя съждението, че тя е най-малко войнствена от европейските сили. Той пише, че във века между Ватерлоо (1815) и Първата световна война (1914) Великобритания води десет войни, а Германия три. Бюканън пише в защита на кайзер Вилхелм II, че той не е водил война в своето 25-годишно царуване и го сравнява неблагоприятно с участието на Чърчил в три войни преди 1914 г. „Самият Чърчил е видял повече война, отколкото който и да е войник от Германската армия“.
Бюканън твърди, че кайзер Вилхелм отчаяно се опитва да избегне войната през 1914 г. и приема германското твърдение, че руската мобилизация на 31 юли 1914 г. налага война срещу Германия. Бюканън обвинява Чърчил и Грей, че незаконно въвличат Великобритания във войната през 1914 като правят обещания, че Великобритания ще отбранява Франция без знанието на кабинета или парламента. Бюканън твърди, че САЩ никога не е трябвало да се бият в Първата световна война и че американския народ е бил „измамен и повлечен“ на война през 1917 г., казвайки че „американците обвиняват 'търговците на смърт', военните печалбари и британските пропагандисти“, които създават мита за разорението на Белгия. Бюканън нарича британската „блокада за глад“ на Германия през Първата световна война „криминална“ и приема твърдението на британския икономист Джон Мейнард Кейнс в неговата книга от 1919 г. „Икономическите последици от мира“, че репарациите, наложени на Германия от Версайския договор, са „невъзможни“ за плащане.

### Втора световна война (1939 – 1945)
Бюканън твърди, че Втората световна война е могло да бъде избегната, ако Версайският договор не е бил толкова суров спрямо Германия. Бюканън разглежда Версайския договор като чудовищно несправедлив към Германия и твърди, че германските усилия да се ревизира Версай са морални и справедливи. Бюканън нарича историците, които обвиняват Германия за двете световни войни, „дворцови историци“, които според него са създали мита за единствената вина на Германия за световните войни. За разлика от противопоставянето си на Версай, Бюканън пише, че чрез Брест-Литовския договор Германия само прилага на този „затвор за нации“, Руската империя, принципа на самоопределение, освобождавайки от руско управление Финландия, Естония, Латвия, Литва, Полша, Украйна, Беларус и Кавказ (съвременни Грузия, Армения и Азербайджан). Бюканън казва, че унгарците, които губят две трети от страната си чрез Трианонския договор, го считат за „национално разпъване на кръст“ и са огорчени спрямо Съюзниците от него. Бюканън смята, че Чехословакия никога не е трябвало да бъде създавана, описвайки я като „живо противоречие“ на принципа за самоопределение, като чехите управляват германци, унгарци, словаци, поляци и рутенци в „мулти-етническа, мултиезикова, мултикултурна католическо-протестантска конгломерация, която никога преди това не е съществувала.“ Бюканън обвинява чешките лидери Бенеш и Масарик, че заблуждават Съюзниците, особено президента Уилсън, относно етническия състав на регионите, които стават Чехословакия. „Попитан защо е предал три милиона германци на чешко управление, Уилсън изтърсва „Ами, Масарик никога не ми каза такова нещо!“
В резултат на унижението си във Версай, според Бюканън, гермаците стават по-националистични и дават доверието си на Адолф Хитлер. Бюканън пише, че има „Голяма гражданска война на Запада“, която съставлява двете световни войни и в която според Бюканън Великобритания е трябвало да остане неутрална, а не да поддържа несправедливия Версайски договор. Бюканън осъжда последователни британски и френски лидери за това, че не предлагат да ревизират Версай в полза на Германия през 1920-те години по време на Ваймарската република, което според Бюканън повлиява на германския народ да се обърне към Адолф Хитлер.
Бюканън твърди, цитирайки историците Ричард Ламб и Алън Бълок, че опитът от страна на германския канцлер Хайнрих Брюнинг да създаде Австро-германски митнически съюз през март 1931 г. е могъл да попречи на Хитлер да се изкачи на власт. Бюканън критикува Съюзниците за опозицията им на Австро-германския митинически съюз и цитира Бълок относно тяхното вето като не само помага „да се предизвика падането на австрийския кредитанщалт и германската финансова криза от лятото, но принуждава Германското външно министерство да обяви на 3 септември, че проектът ще бъде изоставен. Резултатът е нанасяне на остро унижение на правителството на Брюнинг и разгаряне на национално негодувание в Германия.“
Според Бюканън ваймарските германски лидери като Густав Щреземан, Хайнрих Брюнинг и Фридрих Еберт са отговорни германски държавници, работещи да ревизират Версай по начин, който да не заплашва мира на Европа и са подкопани от неспособността и нежеланието на Великобритания и Франция да сътрудничат. Бюканън твърди, че „гаранцията“, дадена на Полша през 1939 г. е била невъзможна за изпълнение и само е направила войната неизбежна. Бюканън нарича външнополитическата програма на Хитлер по-умерена от военните цели на германския канцлер д-р Теобалд фон Бетман-Холвег в неговата Септемврийска програма през Първата световна война, защото Хитлер се интересува само от експанзия в Източна Европа и не търси територии в Западна Европа и Африка. Бюканън твърди, че външната политика на Хитлер се е модифицирана ад хок от прагматизма и не следва стриктно националсоциалистическата идеология.
Бюканън пише, че Бенито Мусолини е бил отдаден на Фронта Стреза през 1935 и е било глупост от страна на Великобритания да гласува за санкциите на Обществото на народите срещу Италия за нашествието ѝ в Етиопия, което кара Италия да сключи съюз с Германия. Според Бюканън е лицемерно от страна на британците да налагат санкции на Италия заради Италианско-етиопската война, тъй като според него няма морална разлика между италианския империализъм срещу Етиопия през 1935 и британския империализъм срещу други африкански страни през 19 век. Бюканън прави неблагоприятно сравнение между приемането с готовност от страна на френския министър Пиер Лавал на правото на Италия да завладее Етиопия като цена за поддържането на Фронта Стреза и лицемерното отношение на британците, които гласуват за санкции в защита на, цитирайки Чърчил, „една дива земя на тирания, робство и племенни войни.“ Бюканън също цитира Чърчил, твърдейки, че „Никой не може да поддържа претенцията, че Абисиния е способен, достоен и равен член на лигата на цивилизовани нации.“ В същото време в ранната 1936, когато кризата за Абисиния води Великобритания и Италия до ръба на войната, се случва Ремилитаризацията на Рейнланд.
Бюканън посочва, че Хитлер гледа на Френско-съветския пакт като на агресивен ход, насочен срещу Германия и че той нарушава Договорите от Локарно и добавя, че Хитлер има силен аргумент. Хитлер използва това нарушаване на Локарно като дипломатическо оръжие, срещу което французите и британците нямат отговор.
Бюканън твърди, че публичните искания на Хитлер от Полша през 1938 – 39, а именно, връщането на свободния град Данциг на Райха, „екстра-териториални“ пътища през Полския коридор и присъединяването на Полша към Анти-Коминтерновския пакт са искрен опит за създаване на анти-съветски германо-полски съюз, особено след като Германия и Полша споделят общ враг под формата на Съветския съюз. Бюканън твърди, че Хитлер иска Полша за съюзник срещу Съветския съюз, а не за враг. Цитирайки книгата „Март 1939“ от британския историк Саймън Нюман и книгата „Святата лисица: Животът на лорд Халифакс“ от Андрю Робъртс, Бюканън твърди, че британската „гаранция“ на полската независимост през март 1939 е преднамерен ход на външния министър лорд Халифакс с цел да предизвика война с Германия през 1939 г. Бюканън нарича „гаранцията“ от страна на Чембърлейн на Полша „безразсъдна“ и „фатална грешка“, която причинява края на Британската империя. Бюканън твърди, че Халифакс и Чембърлейн имат различни мотиви за гаранцията. Без да решава относно мотивацията на Чембърлейн между няколкото теории, Бюканън излага теориите на Лидел Харт, Саймън Нюман и Андрея Робъртс.
Бюканън благосклонно цитира забележката от британския историк Е. Х. Кар през април 1939 относно полската „гаранция“, че: „употребата или заплашената употреба на сила за поддържане на статуквото може да е морално по-осъдима, отколкото употребата или заплашената употреба на сила за неговата промяна“. Бюканън поддържа, че Хитлер не иска война с Великобритания, и че е погрешно от страна на Великобритания да обяви война през 1939 на англофилския Хитлер, който само иска да съюзи Райха с Великобритания срещу общия враг Съветския съюз.
Бюканън приема картината, рисувана от британския историк А. Тейлър в неговата книга от 1961 г. „Произходът на Втората световна война“ на полския външен министър Йозеф Бек като на фриволен и безотговорен човек, неспособен да разбере величината на кризата, пред която е изправена страната му през 1939 г. Бюканън твърди, че вместо да предлага „гаранция: на Полша, която Великобритания не може да изпълни, Чембърлейн е трябвало да приеме, че е невъзможно да се спаси която и да е източноевропейска страна от германско нападение и вместо това да се превъоръжи за евентуална бъдеща война с Германия, ако е необходимо. Бюканън още твърди, че приемането на Източна Европа като германска сфера на влияние като куид про кво за това Германия да стои извън Западна Европа е по-добра алтернатива пред Втората световна война.
Бюканън твърди, че е голяма грешка от страна на Чембърлейн да обяви война на Германия през 1939 г. и още по-голяма грешка от страна на Чърчил да откаже предложението за мир на Хитлер от 1940 г., правейки по този начин Втората световна война „ненужната война“ от заглавието. Заглавието разбира се е заето от Чърчил, който заявява в мемоарите си, „Един ден президента Рузвелт ми каза, че е искал публично за предложения относно как да бъде наречена войната. Аз казах веднага „Ненужната война“. Никога не е имало по-лесна за спиране война от тази, която току-що бе опустошила каквото е останало от света от предишната борба.“ Бюканън пише: „За тази война един човек носи пълна морална отговорност: Хитлер“, но добавя „Това обаче не е само война на Хитлер. Тя е война на Чембърлейн и война на Чърчил...“ Според Бюканън „последното предложение“, направено от германския външен министър Йоаким фон Рибентроп на британския посланик сър Невил Хендерсън през нощта на 30 август 1939 не е уловка, както твърдят много историци, а е искрена германско предложение за избягване на Втората световна война. Също така, се аргументира Бюканън, цитирайки Ф. Х. Хенсли, Джон Лукакс и Алън Кларк, предложенията за мир на Хитлер през лятото на 1940 г. са реални и Чърчил погрешно ги отхвърля. Бюканън пише, че Планът Моргентау от 1944 г. е геноциден план за унищожение на Германия, поддържан от отмъстителния Хенри Моргентау и неговия заместник, съветския агент Хари Декстър Уайт, като начин за осигуряване на съветската доминация над Европа, и Чърчил е аморален за това, че го приема.
Бюканън твърди, че няма морална разлика между подкрепата на Чърчил за задължителната стерилизация и сегрегация на умствено болните преди 1914 г. и националсоциалистическата програма Aktion T4. Също така според Бюканън, възгледите, които Чърчил изразява в статията си от 1920 г. „Ционзима и болшевизма“ за юдеоболшевизма не се различават особено от възгледите на Хитлер за юдеоболшевизма, изразени в „Mein Kampf“. Бюканън напада Чърчил като човека, който докарва Десетгодишното правило през 1919 г., според което военните разходи на Великобритания се базират на предположението, че няма да има голяма война за следващите десет години, което прави Чърчил човека, разоръжил Великобритания през 1920-те години. Бюканън напада Чърчил като дълбоко неспособен военен лидер, който причинява последователно военни поражения като обсадата на Антверпен, Галиполската кампания, Норвежката кампания през 1940 г., падането на Сингапур и Диепския набег през 1942 г.
Бюканън твърди, че амбициите на Хитлер са ограничени до Източна Европа и цитирайки историци като Йън Кершо, Андреас Хилгрубер и Ръчард Евънс, заявява, че Хитлер е искал анти-съветски съюз с Великобритания. Според Бюканън британските лидери от 1930-те години, както и от 1910-те години, са повлияни от германофобия, която ги кара да подозират, че Германия иска да завладее света. Цитирайки Джон Лукакс, Бюканън твърди, че Операция Барбароса не е част от дълго-обхватен мастер план от страна на Хитлер, а е опит от Хитлер да се принуди Великобритания да сключи мир като се елиминира основната ѝ надежда за победа – въвличането на Съветския съюз във войната на страната на Съюзниците.
Относно германската външна политика, Бюканън опровергава глобалистките историци, като Герхард Вайнберг, които твърдят, че Германия е искала да превземе целия свят и твърди, че Националсоциалистическа Германия никога не е била опасност за Съединените щати, нито за Великобритания, след като губи битката за Британия. Бюканън посочва, че „мастер планът да се завладее Южна и Централна Америка“, който Франклин Рузвелт публично обявява, е всъщност създаден от британското разузнаване и германските архивни източници не разкриват никакви доказателства за такъв план.
Бюканън нарича британското „зоново бомбардиране“ на германски градове през Втората световна война политика на варварство и цитира Чърчил да казва, че нейната цел е буквално да тероризира цивилното население на Германия. По-специално, Бюканън се аргументира, че бомбардирането на Дрезден през 1945 г. е варварско, престъпление, което Чърчил лично заповядва, цитирайки самия Чърчил и въздушния маршал Артър „Бомбардировача“ Харис като доказателство. Бюканън пише, че Чърчил е отговорен в голяма степен за „връщането на западния човек към варварството“ през Втората световна война и изразява съжаление, че американски генерали от ВВС, като Къртис Лемей, следват примера, зададен от британския въздушен маршал Артър „Бомбардировача“ Харис за използване на „бомбардиране терор“ като метод на война срещу Германия.
Подкрепяйки концепцията за предателството на Запада, Бюканън обвинява Чърчил и Рузвелт, че предават Източна Европа на Съветския съюз на Техеранската и Ялтенската конференция. Бюканън нарича експулсирането на германците от Източна Европа, в което умират 2 милиона, престъпление срещу човечеството от исторически измерения и контрастира британското обвинение срещу германски лидери в Нюрнберг докато британските лидери одобряват експулсирането на етническото германско население от Източна Европа.
Бюканън пише, че САЩ е трябвало да останат не-интервенционистки по отношение на събитията на ВСВ. Понеже САЩ са настояли Великобритания да скъса своя съюз с Япония през 1921 г., това води до присъединяването на Япония към Оста и до нападението срещу Пърл Харбър. Бюканън обвинява Чърчил за това, че настоява британския кабинет да се поддаде на американския натиск да прекрати съюза си с Япония през 1921.
Бюканън заключава, че ако Втората световна война не се беше случила, Британската империя е щяла да продължи да съществува през 20 век. Бюканън цитира оценката на Алън Кларк от 1993 г., че "ВСВ продължава прекалено дълго и когато Великобритания излиза от нея е банкрутирала. Нищо не е останало от отвъдморските авоари. Без огромни и наказателни заеми от САЩ ние щяхме да гладуваме. Старият социален ред си е отишъл завинаги. Империята е смъртоносно увредена. Страните от Общността виждат доверието си предадено и войниците си похабени.“ В същата насока, Бюканън обвинява британските държавници, че вкарват Великобритания във войната срещу Германия, което не само причинява икономическото рухване на Великобритания, но също вкарва Източна Европа в Съветската сфера на влияние и докарва комунистите на власт в Китай през 1949 г., всичко от което е могло да се избегне, ако Великобритания не е „гарантирала“ Полша през 1939 г.
Бюканън твърди, че повечето американски лидери от Студената война следват мъдрия съвет на Джордж Кенан, който разбира, че силна Германия е необходима като американски съюзник срещу СССР и които не се втурват в непремислени войни със СССР, а вместо това изчакват СССР сам да се разпадне. Бюканън завършва книгата си с атака срещу Джордж У. Буш и се аргументира, че както Чърчил води Британската империя до руини като причинява ненужни войни срещу Германия на два пъти, така и Буш води Съединените щати в ненужна война срещу Ирак и раздава гаранции на десетки нации, в които САЩ нямат жизнени интереси, поставяйки САЩ в позиция, в която техните ресурси са недостатъчни за осъществяване на обещанията им. Бюканън изразява гледището, че както „гаранцията“ на Чембърлейн през 1939 г. причинява ненужна война срещу Германия по-късно през тази година, така и настоящите гаранции на източноевропейски държави са неразумни, като се има предвид, че те изискват обявяване на война срещу Русия, ако в нея се издигне на власт враждебен режим, който нападне тези държави. Това въпреки факта, че САЩ нямат жизнени интереси в Източна Европа. Накрая Бюканън подчертава символизма на поставянето от Джордж У. Буш на бюст на Чърчил в Овалния офис като доказателство за това, че неоконсервативната външна политика на Буш е повлияна и вдъхновена от Чърчил.

## Отзиви
Книгата дебютира на 16-о място в списъка с бестселъри на The New York Times. MSNBC отбелязва, че Бюканън се присъединява към историците, критични към британското участие във Втората световна война.
Книгата получава смесени отзиви. Канадският журналист Ерик Марголис в Toronto Sun подкрепя изследването на Бюканън като „силна нова книга“. Марголис пише, че нито Великобритания, нито САЩ е трябвало да се бия във ВСВ и че е било просто погрешно и глупаво милиони хора да загинат, за да се спре 90% етнически германския Свободен град Данциг да се присъедини към Германия. Марголис приема заключението на Бюканън, че британската „гаранция“ на Полша е най-голямата геополитическа грешка на 20 век. Марголис пише:
| „ | ...Пат Бюканън предизвиква много исторически табута като твърди, че Уинстън Чърчил хвърля Великобритания и нейната империя, включително Канада, във войни с катастрофален изход за всички засегнати. Чърчил прави фаталната грешка във Втората световна война да подкрепи полското притежание на Данциг, въпреки че Великобритания не може да направи нищо да отбранява Полша, Югославия или Чехословакия от опитите на Хитлер да обедини милион германци, останали в тези нови страни след ужасния Версайски договор. Британското обявяване на война на Германия заради Полша води до обща европейска война. След като губи 5,6 милиона жертви, Полша е окупирана от Съветския съюз… Еретичният възглед на Бюканън, и моят, е че западните демокрации е трябвало да позволят на Хитлер да разшири своя Райх на изток докато неизбежно влезе във война с дори по-опасния Съветски съюз. Щом тези деспотизми биха се изтощили, западните демокрации са щели да останат доминиращи в Европа. Животите на милиони западни цивилни и войници са щели да бъдат пощадени. | “ |

Американският писател Антъни Грегъри в преглед за LewRockwell.com хвали книгата на Бюканън като доказваща, че Втората световна война не е била „добра война“.
Основният поддръжник на тезата на Бюканън в британската консервативна журналистика (и по-общо в британския мейнстрийм печат) е Питър Хитчинс.